# Campeonato Paraense de Futebol de 1978
O Campeonato Paraense de Futebol de 1978 foi a 66.ª edição da principal divisão do futebol do Pará. Organizada pela Federação Paraense de Futebol, a competição contou com a participação de sete clubes. O Remo sagrou-se campeão, conquistando seu 27º título estadual, enquanto o Paysandu ficou com o vice-campeonato. Bira, do Remo, foi o maior goleador do certame, com 25 gols marcados.
Remo, Paysandu e Tuna Luso (terceira colocada paraense) também conseguiram o direito de participar da Copa Brasil de 1979, nome oficial do Campeonato Brasileiro daquele ano.

## Participantes
| Equipe             | Cidade     | Títulos (mais recente) | Part. |
| ------------------ | ---------- | ---------------------- | ----- |
| Abaetetubense      | Abaetetuba | 0 (não possui)         | 2     |
| Liberato de Castro | Belém      | 0 (não possui)         | 14    |
| Paysandu           | Belém      | 29 (1976)              | 62    |
| Remo               | Belém      | 26 (1977)              | 62    |
| Sport Belém        | Belém      | 0 (não possui)         | 11    |
| Tiradentes-PA      | Belém      | 0 (não possui)         | 5     |
| Tuna Luso          | Belém      | 8 (1970)               | 44    |

## Premiação
| Campeonato Paraense de 1978 |
| Belém                       |
| --------------------------- |
| Remo Bicampeão (27º título) |